# Lac du Poursollet
Le lac du Poursollet se situe dans le massif du Taillefer sur la commune de Livet-et-Gavet à 1 649 mètres d'altitude. 

## Géographie

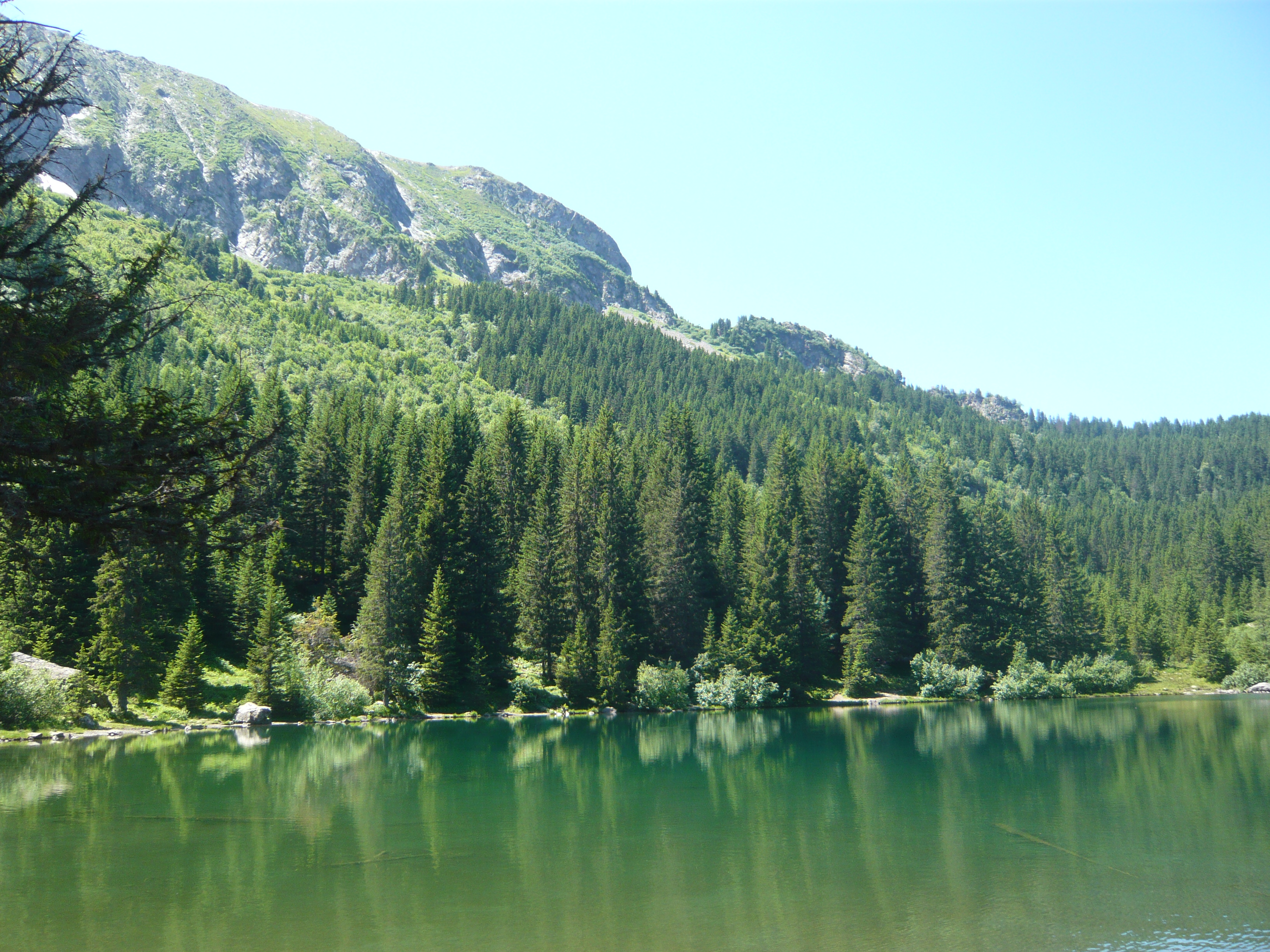
Le lac du Poursollet.

Le Poursollet est une propriété privée ayant fait l’objet en 1628 d’une concession de la famille de Viennois aux habitants de Gavet-Clavaux. La section Gavet-Clavaux, administrée par une commission syndicale sous tutelle du conseil municipal de Livet-et-Gavet, est propriétaire du plateau du Poursollet. Le lac du Poursollet est bordé par une trentaine de chalets, leurs propriétaires sont ayants droit de la section Gavet-Clavaux.
Le lac est de forme ovoïde avec une petite saillie sur sa pointe nord. Dans sa plus grande longueur il mesure 212 mètres, mais son diamètre moyen est d'une centaine de mètres. Il est bordé sur sa face nord-est du hameau homonyme.
Situé au fond d'une petite cuvette, il est bordé à l'ouest par le pas des Escaliers (1 694 m) où se trouve également le lac Punay en bordure de la route départementale. Au sud s'étend la crête de Brouffier culminant à 2 434 mètres d'altitude. Au sud-est, à deux kilomètres à vol d'oiseau se dresse le Taillefer tandis qu'au nord pointent les Puntis (1 843 m).

## Accès et tourisme
Le lac du Poursollet est accessible en voiture à partir de la route départementale 114B, appelée « Route du Poursollet », en provenance de La Morte. Elle est fermée en hiver. Il est également accessible à partir du petit Village des Clots, au-dessus de Riouperoux, sur la commune Livet-et-Gavet, ainsi qu’à partir des villages d’Oulles et d’Ornon, par le GR50.
Le lac du Poursollet est le point de départ de nombreuses randonnées pédestres permettant notamment de rejoindre le plateau des lacs en empruntant le GR50. Il est aussi possible de gagner le Taillefer (2 857 m), point culminant du massif homonyme à partir du lac. Pour cela il faut compter environ trois heures de montée et 2 heures de descente.

## Écosystème
Les « Lacs et tourbières du plateau du Poursollet » sont classés en ZNIEFF de type 1 sur une surface de 330,41 hectares reparties sur les communes de Livet-et-Gavet et La Morte. L’intérêt environnemental de cette zone provient notamment d'une forte diversité botanique liée à la nature du sol constitué d'une juxtaposition de substrats carbonatés et siliceux. De plus la diversité des milieux (marais, tourbière, lac, landes et plaine d'altitude) rencontrée sur cette zone offre des habitats variés accueillant de nombreuses espèces animales et végétales. Ainsi la perdrix bartavelle et le Lagopède alpin ont élu domicile dans ces landes. La forêt alentour héberge d'autres variétés d'oiseau comme le Cassenoix moucheté et la Bécasse des bois. Les tourbières abritent de nombreux insectes dont une espèce de demoiselles, sorte de libellule, qu'est l'agrion hasté (Coenagrion hastulatum). Ce coenagrion est ici à la limite de son aire de répartition qui s'étend de l'Europe occidentale à la Sibérie.
D'un point de vue floristique, la présence d'une petite orchidée sauvage, la listère cordée, est notable du fait de sa faible présence en France. Également présents sur cette zone, la drosera à feuilles rondes (Drosera rotundifolia ), poussant sur la sphaigne (un genre de mousse bryophyte) et en milieu acide, et la grassette commune (Pinguicula vulgaris ), qui peut croître en zones humides acides comme alcalines, sont de petites plantes carnivores protégées sur le territoire français, et dont la cueillette est strictement interdite.
Le secteur du Poursollet est un espace naturel sensible, propriété privée de la section Gavet-Clavaux. Sont interdits : feux en tous genres, dépôts d’ordures, baignades, canotages, camping, caravaning, divagation de chiens, randonnées équestres. Il est demandé aux visiteurs de respecter scrupuleusement cet espace qui leur est offert et de ne pas arracher les espèces rares. À proximité des lacs (lac du Poursollet), la fréquentation touristique et des véhicules motorisés augmente.

## Histoire
Lors de la Seconde Guerre mondiale, les alentours du lac furent le théâtre des combats du Poursollet. Ceux-ci opposèrent des maquisards de la section 1, section Porte du maquis de l'Oisans aux forces allemandes. Le 13 août 1944, 11 maquisards moururent au combat ou furent exécutés par la wehrmacht. De nos jours une stèle commémorative rappelle les faits qui s'y sont déroulés.